# Linariopsis
Genre
Linariopsis est un genre de plantes de la famille des Pedaliaceae.

## Liste d'espèces
Selon Catalogue of Life (27 septembre 2017) :
- Linariopsis chevalieri Jacques-Felix
- Linariopsis prostrata Welw.

Selon The Plant List (27 septembre 2017) :
- Linariopsis chevalieri Jacq.-Fél.
- Linariopsis prostrata Welw.

Selon Tropicos (27 septembre 2017) (Attention liste brute contenant possiblement des synonymes) :
- Linariopsis chevalieri Jacq.-Fél.
- Linariopsis prostrata Welw.